# Acroclisissa clypeata
Acroclisissa clypeata är en stekelart som beskrevs av Girault 1933. Acroclisissa clypeata ingår i släktet Acroclisissa och familjen puppglanssteklar. Inga underarter finns listade i Catalogue of Life.